# Planet of the Sharks
Planet of the Sharks ist ein US-amerikanischer Tierhorrorfilm aus dem Jahr 2016. Regie führte Mark Atkins, der auch für das Drehbuch, die Kamera und den Filmschnitt verantwortlich war.

## Handlung
Die Globale Erwärmung konnte nicht verhindert werden und so sind 98 % der Erde im Meer versunken. Es gibt nur noch zwei Städte, Junk City und Sanctuary, in denen die Menschen ums Überleben kämpfen müssen. Aufgrund des überhitzten Meeres kam es zu einem Rückgang der Meeresfauna, mit Ausnahme der Haie. Da es im Meer kaum noch Nahrung gibt, machen sie nun Jagd auf Menschen, die in großen Floßsiedlungen auf dem Meer leben.
Eine Gruppe von Wissenschaftlern stellt sich den Haien entgegen und versucht etwas zu entwickeln, um den Haibestand zu reduzieren. Allerdings taucht wenig später ein dominanter Alpha-Hai auf, der die kleine Menschengruppe gezielt terrorisiert.

## Hintergrund
Der Film wurde in Südafrika, überwiegend in der Provinz Western Cape, an der Hout Bay und in Strandfontein gedreht. Weitere Filmdrehs wurden in den Salt-River-Film-Studios in Kapstadt verwirklicht. Es sind einige Parallelen zu Planet der Affen und Waterworld zu erkennen. 2017 folgte mit Empire of the Sharks eine Fortsetzung, allerdings wurde der Film komplett neu besetzt.

## Kritik
„[…] Weiteres Billigspektakel zum Thema ‚Haie gegen Menschen‘, das vornehmlich auf sich fressen lassende Badenixen vertraut.“

## Trivia
Der Film wurde am 27. November 2020 auf Tele 5 als Teil des Sendeformats Die schlechtesten Filme aller Zeiten ausgestrahlt.